# Daemonorops oligophylla
Daemonorops oligophylla är en enhjärtbladig växtart som beskrevs av Odoardo Beccari.
Daemonorops oligophylla ingår i släktet Daemonorops och familjen Arecaceae. Inga underarter finns listade i Catalogue of Life.